# 武藤容治
武藤 容治（むとう ようじ、1955年〈昭和30年〉10月18日 - ）は、日本の政治家、実業家。自由民主党所属の衆議院議員（6期）、経済産業大臣（第31・32代）、原子力経済被害担当大臣、GX実行推進担当大臣、産業競争力担当大臣、内閣府特命担当大臣（原子力損害賠償・廃炉等支援機構）、自由民主党岐阜県支部連合会長。
経済産業副大臣兼内閣府副大臣（第3次安倍第3次改造内閣・第4次安倍内閣）、外務副大臣（第3次安倍第1次改造内閣）、総務大臣政務官（第2次安倍改造内閣・第3次安倍内閣）、衆議院農林水産委員長、自由民主党国会対策副委員長、自由民主党経済産業部会長を歴任した。

## 来歴
岐阜県岐阜市出身（現住所は各務原市那加桜町1丁目）。慶應義塾高校卒業、1978年3月、慶應義塾大学商学部卒業。同年4月、富士写真フイルム（現・富士フイルムホールディングス）に就職。1988年9月、同社退社。同月、武藤嘉商事に転職。1990年、岐阜青年会議所に入会。同年2月、父親の武藤嘉文が通商産業大臣に就任。父親の私設秘書となる。1992年12月、エフエム名古屋（現ZIP-FM）取締役に就任。日本青年会議所で国づくりデザイン推進会議幹事などを務める。
1996年12月、武藤嘉商事代表取締役社長に就任。2003年1月、岐阜県肥料商業協同組合代表理事に就任。2004年12月、菊川株式会社代表取締役社長に就任。
2005年8月13日、父親は岐阜市内のホテルで引退を表明し、二男の容治を後継者に指名した。同年9月11日に行われた第44回衆議院議員総選挙に岐阜3区から立候補し、民主党の前職の園田康博を破り初当選。
2008年4月には、無派閥から麻生派（為公会）入りした。
2009年8月の第45回衆議院議員総選挙で落選。
2012年12月の第46回衆議院議員総選挙で国政復帰を果たす。
2014年9月、第2次安倍改造内閣で総務大臣政務官に就任。同年12月の第47回衆議院議員総選挙で3選。
2015年10月、第3次安倍第1次改造内閣で外務副大臣に就任。

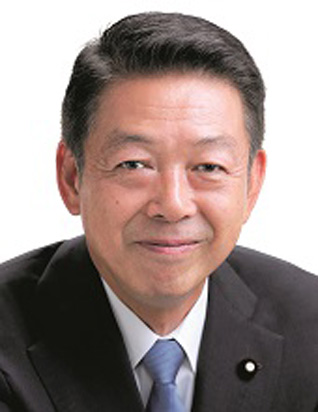
経済産業副大臣兼内閣府副大臣の就任に際して公表された肖像写真

2017年8月、第3次安倍第3次改造内閣で経済産業副大臣兼内閣府副大臣に就任。同年10月に行われた第48回衆議院議員総選挙で4選。
2018年10月、衆議院農林水産委員長に就任。
2021年10月31日、第49回衆議院議員総選挙で5選。
2024年9月12日、自民党総裁選挙が告示され、9人が立候補した。武藤は同じ麻生派の河野太郎の推薦人に名を連ねた。投票日前日の9月26日夜、麻生派幹部6人は都内のホテルに集まり、決選投票に高市早苗が残った場合は高市を支持する方針を決定した。会長の麻生太郎はさらに踏み込み、河野などの陣営に入っていた派閥メンバーに対し、側近議員を通じて「1回目の投票から高市に入れろ」と指示を飛ばした。同日22時半頃、産経新聞は、麻生が1回目の投票から高市を支援するよう自派閥の議員に指示を出したことをスクープした。9月27日総裁選執行。高市は1回目の議員投票で、報道各社の事前調査での30～40票を大きく上回る72票を獲得した。党員数と合わせた得票数は1位だったが、決選投票で石破茂に敗れた。武藤は1回目は河野に投票し、決選投票については、中日新聞の取材に対し、投票先を公表しなかった。
同年10月1日、同日発足した第1次石破内閣において、経済産業大臣、原子力経済被害担当、GX実行推進担当、産業競争力担当、内閣府特命担当大臣（原子力損害賠償・廃炉等支援機構）として初入閣した。同月27日、第50回衆議院議員総選挙で6選。同年11月11日に発足した第2次石破内閣において経済産業大臣に留任。

## 政策・活動
- 憲法9条の改正と集団的自衛権の行使に賛成。
- アベノミクスを評価する。
- 原発は日本に必要だ。
- 特定秘密保護法は日本に必要だ[15]。
- 選択的夫婦別姓制度導入に反対[16]。
- 2007年6月14日、ワシントン・ポストに掲載されたアメリカ合衆国下院121号決議の全面撤回を求める広告「THE FACTS」の賛同者に名を連ねている[17]。

## 不祥事
- 自身の政治団体が、2013年、札幌市中央区のキャバクラでの会合費1万100円を政治資金から支出していた[18]。同政治団体は、2011年にも岐阜市の繁華街・柳ケ瀬のキャバクラでの会合費約1万3千円を支出していた[18]。

## 人物
- 父は農林水産大臣、通商産業大臣、外務大臣、総務庁長官を歴任し13期衆議院議員を務めた武藤嘉文、祖父は元衆議院議員の武藤嘉一[19]、曾祖父は元岐阜県知事、元衆議院議員の武藤嘉門[20]。
- 妻は厚生大臣、経済企画庁長官、自由民主党幹事長を歴任した元衆議院議員の内田常雄の三女　江子[21]

## 選挙歴
| 当落 | 選挙                   | 執行日         | 年齢 | 選挙区      | 政党       | 得票数     | 得票率 | 定数 | 得票順位 /候補者数 | 政党内比例順位 /政党当選者数 |
| ---- | ---------------------- | -------------- | ---- | ----------- | ---------- | ---------- | ------ | ---- | ------------------ | ---------------------------- |
| 当   | 第44回衆議院議員総選挙 | 2005年09月11日 | 49   | 岐阜県第3区 | 自由民主党 | 13万7562票 | 49.26% | 1    | 1/3                | /                            |
| 落   | 第45回衆議院議員総選挙 | 2009年08月30日 | 53   | 岐阜県第3区 | 自由民主党 | 11万6353票 | 40.44% | 1    | 2/3                | 10/6                         |
| 当   | 第46回衆議院議員総選挙 | 2012年12月16日 | 57   | 岐阜県第3区 | 自由民主党 | 12万865票  | 50.82% | 1    | 1/4                | /                            |
| 当   | 第47回衆議院議員総選挙 | 2014年12月14日 | 59   | 岐阜県第3区 | 自由民主党 | 10万7872票 | 52.56% | 1    | 1/3                | /                            |
| 当   | 第48回衆議院議員総選挙 | 2017年10月22日 | 62   | 岐阜県第3区 | 自由民主党 | 12万7308票 | 56.88% | 1    | 1/3                | /                            |
| 当   | 第49回衆議院議員総選挙 | 2021年10月31日 | 66   | 岐阜県第3区 | 自由民主党 | 13万2357票 | 58.57% | 1    | 1/2                | /                            |
| 当   | 第50回衆議院議員総選挙 | 2024年10月27日 | 69   | 岐阜県第3区 | 自由民主党 | 9万8370票  | 46.75% | 1    | 1/3                | /                            |

## 所属団体・議員連盟
- 自民党たばこ議員連盟[22]
- 神道政治連盟国会議員懇談会
- 日本会議国会議員懇談会
- 自民党動物愛護管理推進議員連盟
- 83会
- 再チャレンジ支援議員連盟
- 国際観光産業振興議員連盟[23]
- TPP交渉における国益を守り抜く会
- 小規模企業税制確立議員連盟